# Awake (álbum)
Awake es el álbum debut álbum de estudio del proyecto solista de Secondhand Serenade. Su lanzamiento fue el 27 de octubre de 2005.

## Listado de canciones
| N.º | Título               | Duración |  |
| 1.  | «Half Alive»         | 3:41     |  |
| 2.  | «Broken»             | 3:51     |  |
| 3.  | «Vulnerable»         | 3:20     |  |
| 4.  | «Your Call»          | 3:42     |  |
| 5.  | «Maybe»              | 3:30     |  |
| 6.  | «I Hate This Song»   | 4:36     |  |
| 7.  | «Awake»              | 4:02     |  |
| 8.  | «Let It Roll»        | 3:25     |  |
| 9.  | «The Last Song Ever» | 4:36     |  |
| 10. | «End»                | 4:12     |  |